# سیارک ۱۱۴۰۲۲
سیارک ۱۱۴۰۲۲ (به انگلیسی: 114022 Bizyaev، نام‌گذاری: 2002UZ51)۱۱۴۰۲۲مین سیارک کشف شده است که در ۲۹ اکتبر ۲۰۰۲ کشف شد.